# Apabhraṃśa de Gurjar
El Apabhraṃśa de Gurjar es uno de los muchos apabhraṃśas medievales que descienden de los prácritos antiguos. Se hablaba en la parte occidental de la India, a lo largo de la dinastía Chaulukya. Una gramática formal de este idioma, Prakrita Vyakarana, fue escrita por el monje jainita y erudito  Hemachandra durnate el reinado del rey Chaulukya Jayasimha Siddharaja de Anhilwara (Patan).